# Kusadak
Kusadak (en serbe cyrillique : Кусадак) est une localité de Serbie située dans la municipalité de Smederevska Palanka, district de Podunavlje. Au recensement de 2011, elle comptait 4 865 habitants.
Kusadak est officiellement classé parmi les villages de Serbie. La localité est mentionnée pour la première fois dans un document datant de 1717. Près de Kusadak se trouve le monastère de Pinosava qui remonte au XVIIe siècle.

## Géographie
Kusadak est situé à 10 km au nord-ouest de Smederevska Palanka. Le territoire du village est traversé par de nombreux petits ruisseaux comme le Mali Lug, la Bojanca ou la Krčmarca ; au sud-ouest se trouvent les vallées du Veliki Lug et de la Kubršnica. Il est divisé en trois parties : Centar, Počevica et Kosovac.

## Histoire

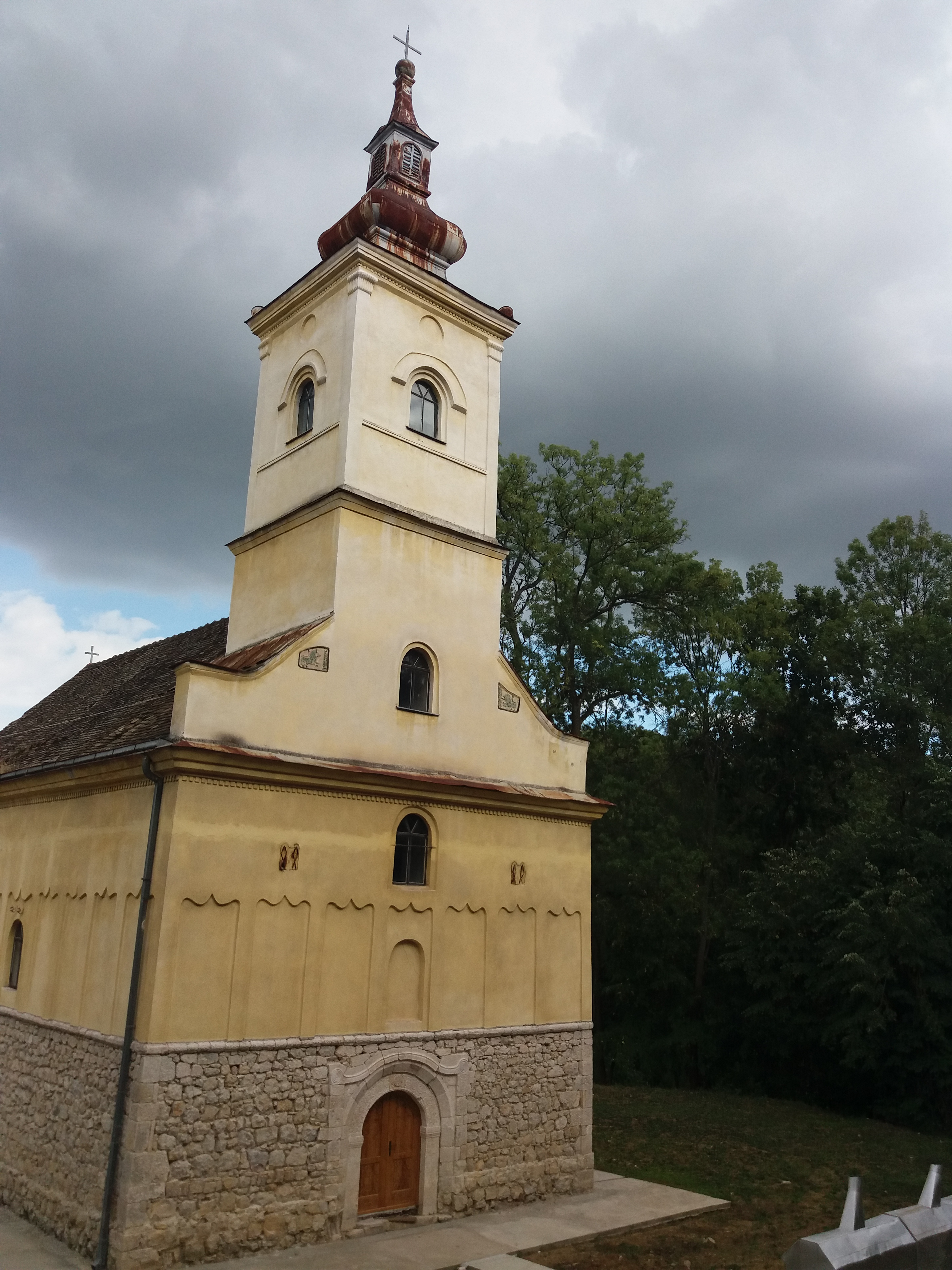
Le monastère de Pinosava

La région de Kusadak est habitée depuis l'Antiquité. Des vestiges de l'époque romaine ont été mis au jour, dont un fragment de camée qui représente sans doute l'empereur Valentinien. Des vestiges remontant à la Serbie médiévale attestent l'existence de localités dans ce secteur, la première église du monastère de Pinosava ayant sans doute été construite à l'époque du despote serbe Đurađ Branković.
Kusadak est mentionné pour la première fois en 1717, au moment de l'occupation par l'Autriche du nord de la Serbie ; le village comptait alors 25 foyers, avec une église située dans la forêt, et, en 1729, elle comptait 30 foyers. De cette époque jusqu'à la révolte de la Krajina de Koča (1787-1788), on ne dispose d'aucune information sur le peuplement de la localité. Peu après le second soulèvement serbe contre les Ottomans, en 1818, Kusadak comptait 107 foyers, 137 en 1826, 170 en 1837, 244 en 1846 et 723 en 1895. Cette augmentation de la population est liée aux progrès de l'agriculture. En 1863, au moment de la création du comté de Jasenica, le village comptait 3 526 habitants, dont 1 286 hommes et 1 236 femmes ; en 1885, il en comptait 4 031, en 1910 6 435 et en 1927 6 446, ce qui en faisait une localité particulièrement peuplée pour la Serbie de l'époque.
D'après document communal, la première école de Kusadak ouvrit ses portes le 3 avril 1842, créée par le professeur Simeon Mihailović. Elle comptait alors 21 élèves répartis en trois classes.

## Démographie

### Évolution historique de la population
| 1948  | 1953  | 1961  | 1971  | 1981  | 1991  | 2002  | 2011  |
| ----- | ----- | ----- | ----- | ----- | ----- | ----- | ----- |
| 7 226 | 7 429 | 7 506 | 6 940 | 6 551 | 6 089 | 5 691 | 4 865 |

|  |

## Culture
Sous l'égide de la municipalité de Smederevska Palanka, l'association culturelle Miloje Popović-Đak organise chaque année une manifestation appelée Đakovi dani, le « Jours de Đak ». Cet événement s'est donné comme mission de maintenir les traditions de la culture serbe ; on y présente des danses folkloriques, des chants et de la musique. Des concours y sont organisés mettant en lice un grand nombre d'associations culturelles, représentées par des acteurs, des chanteurs, des musiciens et des chorégraphes. La manifestation est également fréquentées par des musicologues et des ethnologues.

## Transport
Le territoire du village est traversé par la ligne de chemin de fer Belgrade-Niš et il dispose de quatre gares. La localité dispose de bonnes liaisons avec la capitale serbe, ainsi qu'avec Smederevo et Aranđelovac.